# 정치적인 것의 개념
《정치적인 것의 개념》 (독일어: Der Begriff des Politischen)은 독일 철학자이자 법률가인  카를 슈미트가 1932년에 저술한 책으로, 저자는 "정치적"의 근본적인 성격과 현대 세계에서 정치의 위치를 연구한다.
슈미트에게 정치적인 것은 친구와 적 사이의 실존적 구분으로 환원될 수 있다. 이러한 구별은 인간의 다양성이라는 사실에서 비롯된다. 정체성과 관습, 신념과 생활 방식은 원칙적으로 서로 충돌할 수 있다.
슈미트는 정치가 모든 호전적이고 적대적인 에너지에서 제거될 수 있다는 "자유주의적 중립주의" 및 "유토피아적" 개념을 공격하고 갈등이 존재 자체에 내재된 것으로, 마찬가지로 인류학적 인간 본성의 제거할 수 없는 특성을 구성한다고 주장한다. 슈미트는 "현실적인" 가톨릭(그리고 기독교) 신학 의 선언된 인류학적 염세주의를 언급함으로써 자신의 생각을 입증하려고 시도한다. 전통 가톨릭 신학의 반완전주의적 염세주의가 현대 세계의 정치와 정치 활동의 내적 존재론적 존재와 밀교적으로 관련이 있다고 생각하며, 현대인은 무의식적으로 신학적 지적 아이디어와 관심을 세속화한다.
슈미트에 따르면 "주권자는 예외를 결정하는 자"이며, 주권자는 "일반적으로 유효한 법 체계 밖에 있지만 그럼에도 불구하고 그것에 속한다." 주권은 기술적인 것 이상이다. 그것은 통치자의 개인적인 특권이다.  슈미트는 "현대 국가 이론의 중요한 개념은 세속화된 신학적 개념"이라고 말한다.